# Террі (округ, Техас)
Шаблон:StateAbbr_ 33°10′ пн. ш. 102°20′ зх. д. / 33.17° пн. ш. 102.34° зх. д.
Округ  Террі (англ. Terry County) — округ (графство) у штаті  Техас, США. Ідентифікатор округу 48445.

## Історія
Округ утворений 1876 року.

## Демографія
За даними перепису 2000 року загальне населення округу становило 12761 осіб, зокрема міського населення було 9460, а сільського — 3301. Серед мешканців округу чоловіків було 6626, а жінок — 6135. В окрузі було 4278 домогосподарств, 3246 родин, які мешкали в 5087 будинках. Середній розмір родини становив 3,23.
Віковий розподіл населення поданий у таблиці:
| Стать    | До 15 років | 15-21 | 22-29 | 30-39 | 40-49 | 50-65 | 65-85 | Понад 85 |
| -------- | ----------- | ----- | ----- | ----- | ----- | ----- | ----- | -------- |
| Чоловіки | 1487        | 777   | 728   | 993   | 942   | 919   | 723   | 57       |
| Жінки    | 1442        | 671   | 482   | 767   | 767   | 925   | 918   | 163      |

## Суміжні округи
- Гоклі — північ
- Лаббок — північний схід
- Лінн — схід
- Доусон — південний схід
- Ґейнс — південь
- Йохум — захід
- Кокран — північний захід

## Виноски
1. ↑  U.S. Decennial Census. United States Census Bureau. Процитовано 11 травня 2015.
2. ↑  Texas Almanac: Population History of Counties from 1850–2010 (PDF). Texas Almanac. Процитовано 11 травня 2015.
3. ↑  State & County QuickFacts. United States Census Bureau. Архів оригіналу за 23 вересня 2011. Процитовано 26 грудня 2013. [Архівовано 2011-09-23 у Wayback Machine.](англ.) Наведено за англійською вікіпедією.
4. ↑  American FactFinder. Бюро перепису населення США. Архів оригіналу за 26 лютого 2012. Процитовано 31 січня 2008. [Архівовано 2008-05-21 у Wayback Machine.]

| США | Це незавершена стаття з географії США. Ви можете допомогти проєкту, виправивши або дописавши її. |